# ترميد (كيمياء)

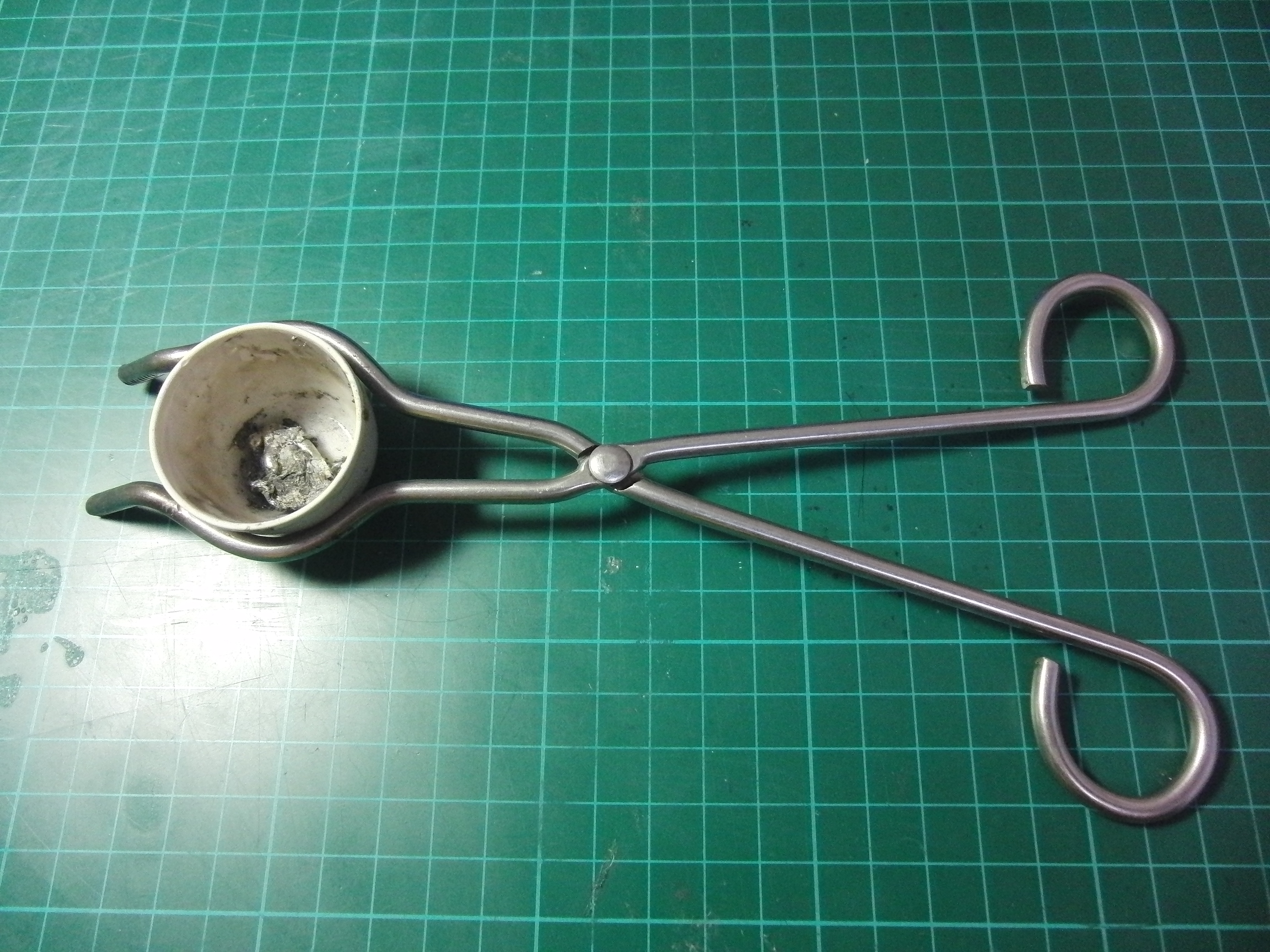
ترمد العينات في بوتقة، وتدخل وتخرج إلى الفرن بواسطة ملقط.

الترميد في علم الكيمياء هي ممارسة عملية في مجال الكيمياء التحليلية تحرق فيها العينة بالكامل، لتتطاير المركبات العضوية ولتبقى المركبات اللاعضوية على هيئة رماد. يخضع الرماد لاحقاً إلى عمليات تحليل كيميائية تشكل من ضمنها الكروماتوغرافيا والمطيافيات.
تجرى عمليات الترميد داخل فرن، حيث توضع العينات داخل بوتقة، وترفع درجات الحرارة. في عمليات التحليل الوزني ومن أجل حساب نسبة الرماد توزن العينة قبل وبعد الترميد. تستخدم عمليات الترميد في عدة مجالات منها الصناعات الغذائية. في مجال آخر يستخدم حساب نسبة الرماد في الوقود الأحفوري مثل الفحم.